# غاري غرانت
غاري غرانت (بالإنجليزية: Gary Grant)‏ مواليد 21 أبريل 1965 في كانتون، هو لاعب كرة سلة أمريكي معتزل بدأ مسيرته الاحترافية في سنة 1988. تم اختياره من قبل فريق سياتل سوبرسونيكس خلال الدرافت. يبلغ طوله 6 قدم 3 بوصة (1.9 م). اعتزل اللعب في 2002. أحرز خلال مسيرته في الإن بي إيه 4368 نقطة بمعدل 7.9 نقاط في المباراة الواحدة.

## المسيرة الاحترافية
لعب مع لوس أنجلوس كليبرز من سنة 1988 إلى 1995، ثم لعب مع نيويورك نيكس في موسم 1995–1996، ثم لعب مع ميامي هيت في موسم 1996–1997، ثم لعب مع بورتلاند ترايل بلايزرز في سنة 1998، ثم لعب مع بورتلاند ترايل بلايزرز من سنة 1998 إلى 2000.

## روابط خارجية
- غاري غرانت على موقع IMDb (الإنجليزية)
- غاري غرانت على موقع إن بي أي (الإنجليزية)
- غاري غرانت على موقع سبورتس رفرنس (الإنجليزية)
- غاري غرانت على موقع كرة السلة الأوروبية.كوم (الإنجليزية)
- غاري غرانت على موقع كلية كرة السلة في سبورتس رفرنس.كوم (الإنجليزية)
- غاري غرانت على موقع ريلجم (الإنجليزية)
- غاري غرانت على موقع بروبوليرز (الإنجليزية)
- غاري غرانت على موقع سبورتس رفرنس (الإنجليزية)